# Никола Хандлер
Никола Хандлер (Мошорин, 15. јун 1898 — Нови Сад, 4. новембар 1932) био је новосадски архитекта.
Пореклом из познате јеврејске породице. Архитектуру је завршио у Бечу или Будимпешти. По повратку са студија почео је у Новом Саду пројектантску и градитељску праксу.

## Вила Клајн
Први објекат који је пројектовао је вила у насељу Рибњак (1930). Наручилац радова био је Еуген Клајн, познати новосадски трговац. Изграђена је као летњиковац у зеленилу. У питању је спратна зграда површине око 100 m² у основи, функционално веома једноставно решена са дневним боравком и пратећим просторима у приземљу и спаваћим собама и великом терасом са погледом на Дунав на спрату.

## Јеврејско уточиште
Други Хандлеров пројекат био је уточиште за старе и сирочад (1931). Идеја о отварању оваквог објекта постојала је годинама у јеврејској заједници Новог Сада. У питању је масивни спратни објекат са сутереном и виском приземљем. Зграда се налази на локацији коју формирају три улице - Максима Горког, Сутјеска и Војвођанских бригада. Објекат је био уоквирен масивним венцем и покривен плитким сложеним кровом. Пластични украси на фасадама били су крајње сведени, геометријски и ограничени само на отворе и венац. Данашњи изглед зграда је добила надоградњом 1975-1976, када је према пројекту Александра Келемена надзидано поткровље у мансардном крову, отвори су модификовани, а фасада је добила савременији изглед коришћењем бетонских декоративних елемената. Данас су у објекту смештене просторије Радио-телевизије Војводине.

## Палата „Вардар”
Трећи пројектовани објекат је палата „Вардар” (1931), четвороспратница са локалима у приземљу и становима на спратовима на Булевару Краљице Марије (данашњи Булевар Михајла Пупина). Фасадно платно је геометризовано, смирено и у духу тада надолазећег модернизма.
Управо је током изградње овог објекта Никола Хандлер погинуо 1932. године, пошто је упао у незавршено окно лифта.
Сахрањен је на Јеврејском гробљу у Новом Саду.